# Heteropogon filicornis
Heteropogon filicornis là một loài ruồi trong họ Asilidae. Heteropogon filicornis được Loew miêu tả năm 1871. Loài này phân bố ở vùng Cổ Bắc giới.